# Prakash Amritraj
Prakash Amritraj (Los Angeles, 2 de Outubro de 1983) é um tenista profissional hindu, seu melhor ranking é de duplas de N. 119, em simples já alcançou o N. 154.
É filho de um dos maiores jogadores de tênis hindu, Vijay Amritraj.